# Bedhead (groupe)
Bedhead est un groupe de rock américain, originaire de Wichita Falls, dans le Texas. Formé en 1991, le groupe publie trois albums — WhatFunLifeWas (1994), Beheaded (1996), Transaction De Novo (1998) — avant de se séparer en 1998.

## Biographie

### Formation
Bedhead se forme en 1991 à Wichita Falls, Texas, à l'initiative des frères Matt et Bubba Kadane, tous deux guitaristes et chanteurs. Le groupe est complété par Tench Coxe à la 3e guitare, Kris Wheat à la basse et Trini Martinez, neveu du chanteur et acteur Trini Lopez, à la batterie. Début 1992, le quintette donne son premier concert à Austin, suivi au printemps d'un premier 45 tours intitulé Bedside Table. Ce dernier impressionne King Coffey, batteur des Butthole Surfers, qui signe Bedhead sur son label Trance Syndicate.

### Débuts
Bedhead publie son premier album intitulé WhatFunLifeWas en avril 1994, suivi en automne du maxi 4-SongEP19:10. Contenant une reprise du titre Disorder de Joy Division, ce dernier est enregistré dans une église de Dallas à l'aide d'un simple micro stéréo et d'un magnétophone 2-pistes. L'année 1994 marque également le début des problèmes logistiques récurrents du groupe, Matt Kadane ayant déménagé à New York, tandis que Tench Coxe s'installe en Russie, où il enseigne l'anglais. Le groupe parvient tout de même à effectuer une première véritable tournée en 1995, suivie d'une session d'enregistrement en studio.
En 1996, Bedhead publie un deuxième album intitulé Beheaded,. Enregistré par Adam Wiltzie du groupe Stars of the Lid, l'album sonne plus sombre et moins accessible que le précédent. Le EP The Dark Ages sort la même année.

### Albums et fin
Transaction De Novo, troisième et dernier album de Bedhead, sort au début de l'année 1998. Il est enregistré et mixé par Steve Albini. Toujours miné par de constants problèmes logistiques, le groupe annonce sa séparation en août de la même année. Le single Lepidoptera ainsi qu'un maxi coécrit avec le groupe américain de post-rock Macha seront publiés après cette séparation.
Les frères Kadane forment par la suite le groupe The New Year, signé chez Touch and Go Records. En 2014, la discographie complète du groupe est remasterisée et publiée sous la forme d'un coffret à l'initiative du label Numero Group,,,. En avril 2015, ce même label publie Bedhead : Live in Chicago à l'occasion du Record Store Day. Il s'agit d'un concert datant de 1998.

## Style musical et influences
Qualifiée de slowcore,,, de post-rock ou de rock indépendant, la musique de Bedhead se caractérise par un tempo souvent lent, une batterie légère et les voix atones et parfois difficilement audibles des frères Kadane,,,. Malgré la présence de trois guitares, les compositions du groupe se veulent minimalistes et sobres, mais mélodiques. Bedhead a toujours enregistré dans les conditions du live, limitant le re-recording. Ce sens de la retenue se retrouve dans l'image du groupe qui cultive volontairement le mystère et l'anonymat : absence de photos promotionnelles, concerts sporadiques et informations laconiques sur les disques,.
La musique de Bedhead est rapprochée de celle de ses contemporains américains de Low,,, Codeine,, Swell, Souled American, Idaho, Spain, ou encore Red House Painters. Les influences principales du groupe sont Joy Division, New Order d'avant Low-Life et The Velvet Underground, période 3e album,,. La presse spécialisée cite également Galaxie 500,,.

## Membres
- Matt Kadane – chant, guitare
- Bubba Kadane – chant, guitare
- Tench Coxe – guitare
- Kris Wheat – basse
- Trini Martinez – batterie